# Flora Brovina
Flora Brovina (Srbica, 30 settembre 1949) è una pediatra, poetessa e politica kosovara di origine albanese, attivista per i diritti delle donne, Presidente ad interim dell'Assemblea del Kosovo dal luglio al dicembre 2014.

## Biografia
È nata nella città di Srbica nella valle di Drenica in Kosovo ed è cresciuta a Prishtina  dove è andata a scuola e ha iniziato a studiare medicina. Dopo aver terminato gli studi universitari a Zagabria, dove si è specializzata in pediatria, è tornata in Kosovo e ha lavorato per un periodo come giornalista per il quotidiano in lingua albanese Rilindja. Poco dopo è tornata alla professione sanitaria e ha lavorato per molti anni nel reparto di pediatria dell'ospedale generale di Pristina.

### Guerra del Kosovo
Mentre la situazione politica in Kosovo si deteriorava negli anni '90 e scoppiavano i combattimenti, Brovina gestiva una clinica sanitaria a Pristina in cui distribuiva informazioni sanitarie su questioni diverse come morsi di serpente, medicazione di ferite e parto. Ha anche utilizzato il centro per ospitare un certo numero di bambini orfani, molti dei quali avevano perso i genitori durante i combattimenti e le espulsioni. Lei e i suoi compagni di lavoro si prendevano cura di ben 25 bambini alla volta.
Il 20 aprile 1999 durante la guerra del Kosovo, Brovina è stata rapita da otto paramilitari serbi mascherati dalla casa in cui si trovava ed è stata portata via in auto verso una destinazione inizialmente sconosciuta. Era quindi prigioniera in Serbia quando le forze della NATO presero Priština e le truppe serbe si ritirarono dalla provincia del Kosovo. La prima notizia del suo rapimento è arrivata il 24 aprile 1999 quando il figlio è riuscito a contattare l'associazione internazionale degli scrittori, PEN, con un appello urgente affinché la notizia del suo rapimento fosse resa nota il più ampiamente possibile. È stata trasferita in una prigione serba a Požarevace, nel suo primo mese di detenzione, è stata sottoposta a oltre 200 ore di interrogatorio in 18 sessioni separate della durata tipica dalle 7:00 alle 17:00. Il 9 dicembre 1999, in un processo farsa, è stata accusata di "attività terroristiche" ai sensi dell'articolo 136 del codice penale jugoslavo. Ha trascorso un anno e mezzo nelle carceri serbe prima di essere rilasciata a causa delle pressioni internazionali.

### Gli scritti
Come scrittrice, Flora Brovina è autrice di tre volumi di versi lirici. La prima raccolta, Verma emrin tim (Chiamami col mio nome), contenente 42 versi, fu pubblicata a Pristina nel 1973 quando aveva appena ventiquattro anni. Sei anni dopo, nel 1979, seguì la raccolta Bimë e zë (Pianta e voce). È in questa raccolta che si cristallizzano alcuni dei temi principali della poesia di Brovina. Tra questi spicca il destino delle donne nella società, e in particolare il ruolo delle donne come madri, come datrici di vita e nutrici. È qui che iniziano a fare la loro comparsa parti, cordoni ombelicali, liquido amniotico e seni da latte. Insieme alle piante, questi sono forse i simboli più onnipresenti della sua produzione di versi. 
La sua terza e ultima raccolta di versi originali, intitolata Mat e çmat (Con il nastro che misura), è stata pubblicata a Pristina nel 1995. Mat e çmat è apparso in un momento in cui il Kosovo stava precipitando verso la guerra. Sebbene questa terza raccolta non possa essere interpretata in gran parte come versi politici, ci sono molte poesie nel volume che riflettono la sua preoccupazione non solo per i problemi e le aspirazioni degli individui, ma anche per il destino del suo popolo, per la libertà e l'auto-determinazione.
Nel 1999, Flora Brovina ha ricevuto l'annuale Tucholsky Award dello Swedish PEN Club, un premio che è stato assegnato ad altri scrittori di rilievo come Salman Rushdie, Adam Zagajewski, Nuruddin Farah, Taslima Nasrin, Shirali Nurmuadov e Vincent Magombe. Ha anche ricevuto il PEN/Barbara Goldsmith Freedom to Write Award dal PEN American Center e il Human Rights Award della Heinrich Böll Foundation di Berlino.
Nonostante questo riconoscimento internazionale, è curioso notare che, come poetessa, Flora Brovina non ha mai fatto parte dell'establishment letterario del Kosovo, né i suoi versi sono entrati nella corrente principale della letteratura albanese contemporanea. Una raccolta dei suoi versi è apparsa in inglese in "Flora Brovina, Call me by my Name, Poetry from Kosova" in un'edizione bilingue albanese-inglese, tradotta da Robert Elsie, New York, Gjonlekaj, 2001.

### Politica
Dopo che il Kosovo è stato proclamato indipendente, Flora Brovina si è candidata alla presidenza del Kosovo nel 2001 nella lista del Partito Democratico del Kosovo (PDK), candidata a sorpresa al posto del leader del partito Hashim Thaci. Da allora, è stata membro dell'Assemblea del Kosovo durante ciascuno dei suoi periodi legislativi e Presidente ad interim nel 2014.